# Liste der Mitglieder des liechtensteinischen Landtags (1997)
Diese Liste führt die Mitglieder des Landtags des Fürstentums Liechtenstein auf, der aus den Wahlen am 2. Februar 1997 hervorging. Die Legislaturperiode dauerte bis 2001.

## Zusammensetzung
Von 14'765 Wahlberechtigten nahmen 12'836 Personen an der Wahl teil (86,9 %). Die Stimmen und Mandate verteilten sich in den beiden Wahlkreisen – Oberland und Unterland – wie folgt:
| Partei                              | Stimmen  | Stimmen   | Stimmen   | Stimmen       | Sitze    | Sitze     | Sitze     |
| ----------------------------------- | -------- | --------- | --------- | ------------- | -------- | --------- | --------- |
| Partei                              | Oberland | Unterland | insgesamt | Stimmenanteil | Oberland | Unterland | insgesamt |
| Fortschrittliche Bürgerpartei (FBP) | 47'170   | 18'744    | 65'914    | 39,3 %        | 6        | 4         | 10        |
| Vaterländische Union (VU)           | 63'889   | 18'897    | 82'786    | 49,3 %        | 8        | 5         | 13        |
| Freie Liste (FL)                    | 14'386   | 5'069     | 19'455    | 11,4 %        | 1        | 1         | 2         |

## Liste der Mitglieder
| Name                  | Fraktion | Wahlkreis | Stimmen | Bemerkung                    |
| --------------------- | -------- | --------- | ------- | ---------------------------- |
| Alois Beck            | FBP      |           |         |                              |
| Christian Brunhart    |          |           |         |                              |
| Otto Büchel           | VU       |           |         |                              |
| Norbert Bürzle        |          |           |         |                              |
| Hansjörg Goop         |          |           |         |                              |
| Walter Hartmann       |          |           |         |                              |
| Otmar Hasler          | FBP      |           |         |                              |
| Ingrid Hassler-Gerner | VU       |           |         |                              |
| Lorenz Heeb           |          |           |         |                              |
| Elmar Kindle          | FBP      |           |         |                              |
| Helmut Konrad         | FBP      |           |         |                              |
| Oswald Kranz          |          |           |         |                              |
| Rudolf Lampert        | FBP      |           |         |                              |
| Gabriel Marxer        |          |           |         |                              |
| Egon Matt             | FL       |           |         |                              |
| Donath Oehri          | VU       |           |         |                              |
| Karlheinz Ospelt      |          |           |         |                              |
| Marco Ospelt          | FBP      |           |         |                              |
| Volker Rheinberger    |          |           |         |                              |
| Hubert Sele           | VU       |           |         |                              |
| Peter Sprenger        | VU       |           |         |                              |
| Paul Vogt             | FL       |           |         |                              |
| Klaus Wanger          | FBP      |           |         | Landtagspräsident (ab 2000)  |
| Peter Wolff           | VU       |           |         | Landtagspräsident (bis 2000) |

## Liste der Stellvertreter
| Name                    | Fraktion | Wahlkreis | Stimmen |
| ----------------------- | -------- | --------- | ------- |
| Arthur Büchel           |          |           |         |
| Christel Hilti-Kaufmann |          |           |         |
| Dorothee Laternser      | VU       |           |         |
| Viktor Meier            |          |           |         |
| Werner Ospelt           |          |           |         |
| Adolf Ritter            |          |           |         |
| Walter Vogt             |          |           |         |
| Renate Wohlwend         | FBP      |           |         |